# José Antonio Lacayo de Briones y Palacios
José Antonio Lacayo de Briones y Palacios (n. Viana, Navarra, 13 de agosto de 1679 - f. después de 1759) fue un militar navarro que desarrolló principalmente su labor en Nicaragua donde llegó a ser gobernador y comandante general.

## Infancia y formación
Fue hijo de Joseph Lacayo de Briones y García de Aragón y Teresa Palacios Amescua. 
Viajó en servicio a la corona al Nuevo Mundo hasta Guatemala, Perú, Nicaragua y Costa Rica, al final se radicó en la ciudad de Granada, en la Provincia de Nicaragua y del descienden las numerosas familias Lacayo en Nicaragua y otras partes del mundo.

## Carrera militar
Siendo alférez de la infantería española de número, fue promovido a capitán el 22 de marzo de 1707. El 12 de septiembre de 1710 fue nombrado sargento mayor de las milicias de infantería y cabellería. Se casó con Bárbara Rosa de Pómar y Villegas que era también natural de Viana en 1711 en Granada, Nicaragua. 
El 11 de diciembre de 1712 fue nombrado justicia mayor y capitán general de la provincia de Costa Rica, por muerte del gobernador don Lorenzo Antonio de Granda y Balbín y toma posesión el 11 de mayo de 1713 y pasa una época muy difícil en el área de Cartago hasta el río del Salto, límite de Costa Rica con Nicoya y Nicaragua. Allí tiene encuentros con los Zambos Mosquitos e invasores ingleses, y ataques por naves comandadas por piratas irlandeses.
Fue síndico general y dos veces primer alcalde ordinario de Granada y teniente de gobernador y ejerció el cargo de tesorero del papel sellado de las provincias de Nicaragua y Costa Rica. 
El obispo Fray Benito Garret y Arlovi acusó al sargento mayor y alcalde Lacayo de Briones ante la Audiencia de ejercicio de comercio ilícito por la costa del norte con ingleses. La Audiencia encomendó la pesquisa a Pedro Martínez de Ugarrio. El cabildo de Cartago y el clero regular y secular informan muy en favor de Lacayo de Briones con fecha 14 de mayo de 1715. Fray Pablo de Otarola, guardian del convento de San Francisco de Cartago certifica que su declaración presentada por el obispo es falsa y añade que gran infamia cometió. Pero con la acusación el gobernador interino Lacayo es ordenado por la Audiencia, el 15 de noviembre de 1718 a salir de Costa Rica. Sale huyendo de Costa Rica disfrazado de religioso franciscano para evitar persecución. En junio de 1720 se le declara recto, limpio y justificado ministro, digno de que Su Majestad le atienda y honre con los empleos que fuere de su real agrado y la Real Audiencia lo tendrá presente para lo que sea de su real servicio. Lacayo de Briones y Palacios, construyó a sus expensas el convento de San Francisco de Esparza y se le retorna sus bienes y los 2000 ducados que le fue multado. La Audiencia enjuicia el acusador Pedro Ruiz de Bustamente y los religiosos que mintieron fueron ex-comulgados.
El 16 de agosto de 1720, por la Real Audiencia obtuvo el nombramiento de teniente de capitán general.
En 1740, Nicaragua sufre un ataque por mosquitos y el general español José Antonio Lacayo. El 21 de noviembre de 1740 es nombrado gobernador de las provincias de Nicaragua y Costa Rica. El gobernador en ruta a León se le informa de una insurrección del mulato Antonio Padilla, capitán de soldados pardos que sofoca con éxito. 
A pesar de esto, las incursiones inglesas causan terror en los departamentos del norte de la provincia. Al fin la Corte de España responde y envía a Nicaragua 800 fusiles, doce piezas de artillería, municiones, dinero, cien soldados de línea de La Habana cons sus oficiales, sargentos y artilleros, una galera y algunos otros auxilios. Su majestad Felipe V ordenó que se organizaran milicia en toda la provincia, y reconocida su aptitud como gobernador, se le expidió título de comandante general de las armas el 4 de mayo de 1745, cesando el 23 de agosto de 1745, y permaneció en su puesto hasta el mes de diciembre de 1746.

## Sus familiares
Alrededor de esta época, familiares de José Antonio Lacayo de Briones y Palacios se distinguen en Castilla y Navarra como personajes ilustres. Entre ellos están  Faustino Lacayo de Briones quien estudia Leyes en Alcalá y Valladolid en 1705. José Lacayo de Briones, abogado de los Reales Consejos de Castilla y de Navarra. Manuel Lacayo de Briones también abogado de los Reales Consejos de Castilla y de Navarra.  Rafael Lacayo de Briones, fue teniente y capitán de Estado Mayor en Burgos, en 1751. Todos estos Lacayo de Briones estudiaron gracias a una ayuda de una fundación de Isabel de Bedia, vecina de Logroño y pariente de los Lacayo. 